# Barrmaelia macrospora
Barrmaelia macrospora är en svampart som först beskrevs av Nitschke, och fick sitt nu gällande namn av Rappaz 1995. Barrmaelia macrospora ingår i släktet Barrmaelia och familjen kolkärnsvampar.  Arten är reproducerande i Sverige. Inga underarter finns listade i Catalogue of Life.